# 吳家輪椅太極
吳家太極拳凡一百零八式，吳氏太極拳掌門[[吳光宇宗師所創也，其態中正安舒，輕靈圓活，不尚拙力，體用兼備，純任自然，老幼婦孺均可修習 。 然有慕斯道者，因年邁力衰、體弱多病，更或因不幸羅患腿疾而致行動不便，末能完願受益吳家太極延年養生之效，誠可惜也。 特此為行動不便者，創立三十式 吳家輪椅太極拳， 所望、有志習吳家太極拳者，不再受雙腿活動能力限制之苦，皆能安坐椅上修習斯藝 , 早收強身健體之效。 
教習三十式 吳家輪椅太極拳 在于繼承傳統，并不以技擊為主，其目的在于令不良於行者皆能習太極拳，以達健體強身之效。 吳家輪椅太極拳 修訂自傳統一百零八式套路 , 除下盤外，所有式子均體用兼備，與傳統原架無大差異。初學者先練關節套路，以求身心鬆舒，強筋健骨，後習圓架，以求招式貫串，如長江大河，滔滔不絕。本門技法首重柔化、務使敵力處處落空淪為吾用、以腰胯帶動每一架式，一動由腰胯開始身手俱動，一停則週身皆停，至有行雲流水的形態。又太極乃內家拳術，首重身心鬆靜，每一架子都要求習者全神貫注，心神合一，所謂 ” 行神如空 ” ，以求達到，意動身隨，連綿不斷，一氣呵成的境界。其中奧妙盡在拳式內矣。十三勢歌云“入門引路須口授，功夫無息法自修”。習者除了要緊隨師訓，熟練拳架外，更要精究練拳之心法和要領，多和同門切磋，研讀前賢之心得論著。習者應每日晨昏操練 , 每次練拳不應少于四十分鐘。 